# Shaiyb al-Banat
Shaiyb al-Banat, Jabal al-Banat Sha'ib o Gebel Shayeb El-Banat (en árabe: جبل شايب البنات‎) se encuentra en el desierto del Sahara oriental, a 40 km desde el Mar Rojo, entre las ciudades de Hurghada y Safaga en la Gobernación del Mar Rojo, parte del país africano de Egipto.
El Monte Shaiyb al-Banat es el pico más alto de la cordillera oriental del Desierto arábigo, y es el pico más alto del Egipto continental (excluyendo la península del Sinaí).

## Picos
El grupo de picos del Shaiyb al-Banat está compuesto por cuatro montañas:
- Gabal Abu Dukhan (1705 m.)
- Gabal Qattar o Gattar (1963 m)
- Gabal Shayeb El-Banat (2187 m)
- Gabal Umm Anab (1782 m)

Los riachuelos estacionales de sus laderas provienen de las precipitación y manantiales.